# Partido Comunista de la República Socialista Soviética de Tayikistán
El Partido Comunista de la República Socialista Soviética de Tayikistán (en ruso: Коммунисти́ческая па́ртия Таджикской ССР, abreviado como КП ТССР, en tayiko: Партияи Коммунистии РСС Точикистон) era la rama a nivel regional del Partido Comunista de la Unión Soviética en la RSS de Tayikistán, una de las repúblicas constituyentes de la Unión Soviética.

## Historia
Los primeros grupos socialdemócratas tayikos surgieron en el norte de Taskent durante la Primera Revolución Rusa de 1905-1907. A finales de 1917 y principios de 1918, se crearon organizaciones bolcheviques en Juyand, Ura-Tube, Penjakent y Shurab. Para la primavera de 1918, en las regiones del norte de Taskent, había 7 organizaciones bolcheviques, en las que estaban un total de 170 personas. Después de la victoria de la revolución popular en el Emirato de Bujará y el establecimiento del poder soviético en 1920, para crear órganos locales, el Comité Central del Partido Comunista de Bujará (establecido en noviembre de 1918) estableció una oficina central de organización, y en junio de 1923, creó a la Oficina de Organización del Comité Central en el este de Bujará, que existió hasta la formación de la RASS de Tayikistán. En 1922, el Partido Comunista de Bujará se convirtió en parte integral del Partido Comunista Ruso (bolchevique). Durante este tiempo, el partido lideró la lucha contra los basmachíes.
En relación con la demarcación nacional-estatal de las repúblicas soviéticas de Asia Central, el Politburó del Comité Central del PCR (b) adoptó el 12 de junio de 1924 una resolución sobre la reorganización de los partidos comunistas de Turkestán, Bujará y Corasmia. El 6 de diciembre de 1924, el Buró Central del Comité Central del Partido Comunista de Toda la Unión (bolcheviques) formó el Buró de Organización del Comité Central del Partido Comunista (bolcheviques) de Uzbekistán en la República Autónoma Socialista Soviética de Tayikistán. Se le encomendó la tarea de formalizar la organización del partido de la república y dirigir sus actividades hasta la convocatoria de la conferencia regional del partido de Tayikistán. Del 21 al 27 de octubre de 1927, se celebró la primera conferencia regional del partido de Tayikistán, que resumió los resultados de las actividades de la organización del partido, eligió al Comité Regional de Tayikistán del PCU (b). A causa de las modificaciones administrativas de septiembre de 1929, la organización del partido del distrito de Khojent se fusionó con la regional de Tayikistán. El 25 de noviembre de 1929, por decisión del Politburó del Comité Central del PCUS (b), la organización regional tayika del PC(b) de Uzbekistán se transformó en el Partido Comunista (Bolchevique) de Tayikistán, que consistía en 7 comités distritales (Stalinabad, Garm, Kulyab, Kurgan-Tyubinsk, Ura-Tyubinsk, Penjikent, Khodjent) y el Comité Regional del partido del Óblast Autónomo de Alto Badajshán. Del 6 al 15 de junio de 1930 se celebró en Stalinabad el I Congreso Constituyente del PC(b)T, que formalizó su creación y eligió los órganos de gobierno.
El partido supervisó la implementación de la reforma agraria colectiva, la industrialización y la promoción de la cultura tayika. Durante la Gran Guerra Patria entre 1941 y 1945, el partido formó y entrenó unidades militares, y suministró al ejército en el frente con todo lo necesario, enviando al frente más de 50% de su composición, al mismo tiempo se sumaron 17,024 personas. Tras la guerra, el partido se enfocó en el desarrollo económico de la república. La exposición del "culto a la personalidad", el desarrollo de tierras vírgenes, el estancamiento y la Perestroika se llevaron a cabo con normalidad, sin ningún trastorno particular. El único escándalo fue la destitución en 1961 del presidente del Consejo de Ministros, N. Dodjudoyev y el primer secretario del Comité Central del Partido Comunista de la RSS de Tayikistán, Tursunbái Uldzhabayev, quienes fueron acusados de falsificar masivamente las cosechas de algodón y expulsados del partido. En 1975, el Partido Comunista de la RSS de Tayikistán tenía más de 94 mil miembros. Para el 1 de enero de 1990, el número aumentó a 127 mil miembros. El 24 de noviembre de 1991, el ex primer secretario del Comité Central del partido, Rahmon Nabiyev, fue elegido primer presidente de la República de Tayikistán. El 2 de octubre, el Sóviet Supremo suspendió las actividades del Partido Comunista de la RSS de Tayikistán.

## Lista de Primeros Secretarios
| #  | Imagen | Nombre                            | Inicio                  | Final                   |
| -- | ------ | --------------------------------- | ----------------------- | ----------------------- |
| 1  |        | Mirza Huseynov (1894-1938)        | Febrero de 1930         | 3 de noviembre de 1933  |
| 2  |        | Grigori Broido (1883-1956)        | 3 de noviembre de 1933  | 1 de septiembre de 1934 |
| 3  |        | Suren Shadunts (1898-1938)        | 8 de enero de 1934      | 1 de diciembre de 1936  |
| 4  |        | Urumbái Ashurov (1903-1938)       | 1 de septiembre de 1937 | 4 de octubre de 1937    |
| 5  |        | Dmitri Protopópov (1897-1986)     | 4 de octubre de 1937    | 1 de agosto de 1946     |
| 6  |        | Bobodzhan Gafurov (1908-1977)     | 16 de agosto de 1946    | 24 de mayo de 1956      |
| 7  |        | Tursunbái Uldzhabayev (1916-1988) | 24 de mayo de 1956      | 12 de abril de 1961     |
| 8  |        | Dzhabbor Rasulov (1913-1982)      | 12 de abril de 1961     | 4 de abril de 1982      |
| 9  |        | Rahmon Nabiyev (1930-1993)        | 20 de abril de 1982     | 14 de diciembre de 1985 |
| 10 |        | Qahhor Mahkamov (1932-2016)       | 14 de diciembre de 1985 | 4 de septiembre de 1991 |

## Congresos y Conferencias
| Reunión        | Fecha                                               | Lugar      |
| -------------- | --------------------------------------------------- | ---------- |
| I Congreso     | 6 al 15 de junio de 1930                            | Stalinabad |
| II Congreso    | 7 al 14 de enero de 1934                            | Stalinabad |
| III Congreso   | 16 al 27 de agosto de 1937                          | Stalinabad |
| IV Congreso    | 7 al 14 de junio de 1938                            | Stalinabad |
| V Congreso     | 22 al 27 de febrero de 1939                         | Stalinabad |
| VI Congreso    | 13 al 17 de marzo de 1940                           | Stalinabad |
| VII Congreso   | 20 al 23 de diciembre de 1948                       | Stalinabad |
| VIII Congreso  | 19 al 22 de septiembre de 1952                      | Stalinabad |
| IX Congreso    | 18 al 20 de enero de 1954                           | Stalinabad |
| X Congreso     | 26 al 29 de enero de 1956                           | Stalinabad |
| XI Congreso    | 14 al 16 de enero de 1958                           | Stalinabad |
| XII Congreso   | 14 al 15 de enero de 1959                           | Stalinabad |
| XIII Congreso  | 4 al 6 de febrero de 1960                           | Stalinabad |
| XIV Congreso   | 21 al 23 de septiembre de 1961                      | Stalinabad |
| XV Congreso    | 25 al 26 de septiembre de 1963                      | Dusambé    |
| XVI Congreso   | 2 al 3 de marzo de 1966                             | Dusambé    |
| XVII Congreso  | 18 al 19 de febrero de 1971                         | Dusambé    |
| XVIII Congreso | 27 al 28 de enero de 1976                           | Dusambé    |
| XIX Congreso   | 23 al 25 de enero de 1981                           | Dusambé    |
| XX Congreso    | 24 al 25 de enero de 1986                           | Dusambé    |
| XXI Congreso   | 24 al 26 de mayo de 1990 - 29 de septiembre de 1991 | Dusambé    |
| XXII Congreso  | 21 de septiembre de 1991                            | Dusambé    |